# Pi Centauri
Pi Centauri (π Cen) – gwiazda podwójna w gwiazdozbiorze Centaura. Oddalona jest o około 321 lat świetlnych od Słońca.
Obydwa składniki układu są gwiazdami ciągu głównego typu widmowego B5V. Główny składnik Pi Centauri A ma obserwowaną jasność +4,3m, podczas gdy obserwowana jasność drugiego składnika, Pi Centauri B, to +5,0m. Te dwie gwiazdy krążą wokół wspólnego środka masy i wykonują pełny obrót w czasie 39,18 roku. Półoś wielka orbity mierzy 0,23 sekundy kątowej na niebie.